# Fossa (exogéologie)
Pour les articles homonymes, voir Fossa.

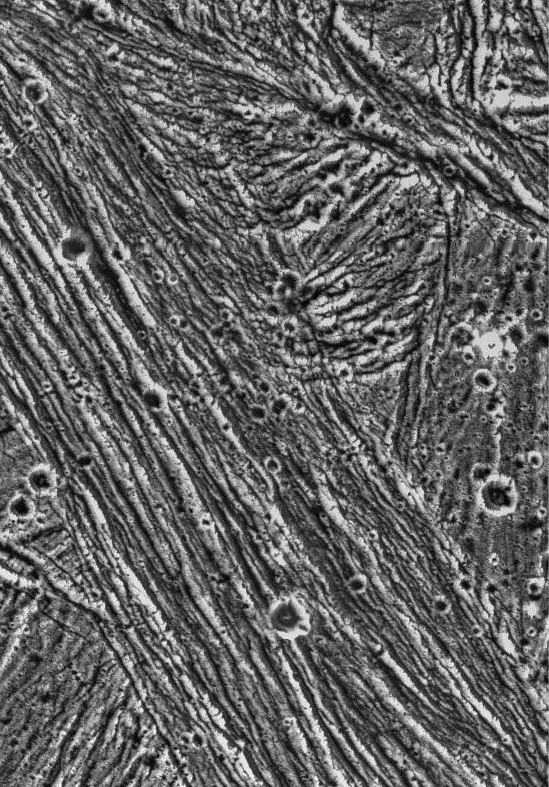
Exemple de fossa : le sillon d'Uruk sur Ganymède.

Fossa (pluriel fossae) est un mot d'origine latine désignant un fossé, une tranchée ou un chenal. Il est utilisé sur Mars comme sur Vénus pour décrire une dépression linéaire encaissée ou une vallée longue et étroite. On peut rencontrer des fossés isolés (comme Aganippe Fossa (en) à l'ouest d'Arsia Mons) ou au contraire assemblés en larges groupes (comme Tantalus Fossae près d'Alba Patera).